# Abrocoma vaccarum
Abrocoma vaccarum е вид бозайник от семейство Чинчилови плъхове (Abrocomidae).

## Разпространение
Видът е разпространен в Аржентина.